# Гетц, Джон
Джон Гетц (англ. John Getz; р. 15 октября 1946 года в Давенпорте, штат Айова) — американский актёр с театральной подготовкой.

## Ранние годы
Гетц родился в Давенпорте, (штат Айова). В семье он был одним из четырёх детей. Детство и юность прожил в долине реки Миссисипи. Его матери пришлось оставить свою карьеру, чтобы заняться воспитанием детей. Изначально он планировал стать преподавателем, но мать привила ему любовь к актёрству. Поступив в Университет Айовы увлёкся Шекспиром, и вскоре начал заниматься актёрской деятельностью. Помогал основать Центр Нового Исполнительского искусства при университете.
В 1970—1971 годах Гетц работал в известном Американском Театре-Консерватории в Сан-Франциско, затем какое-то время работал на винном заводе в районе Долины Напа и помогал организовать Театральную Компанию Долины Напа. Вскоре состоялся его дебют в роли технического сотрудника в телевизионном фильме ужасов «Пчёлы-убийцы» (1974), в котором исполнила одну из своих последних ролей знаменитая актриса немого кино Глория Свенсон.

## Карьера
После дебютной роли Гетц переехал в Нью-Йорк, где прожил следующие 14 лет, устроившись работать в местном театре. В том же 1974 году он получил контракт на 18 месяцев на роль Нейла Джонсона в телесериале «Другой мир».
В 1975 году Гетц появился в фильме «Счастливый Хукер», затем последовали другие многочисленные роли в телесериалах, пока наконец не был приглашён на главную роль в триллер Братьев Коэнов «Просто кровь» (1984). Он сыграл осуждённого любовника героини Фрэнсис Макдорманд. После этой роли Гетц стал более известен.
В 1985 году он исполнял одну из главных ролей в полицейской драме «МакГрадер и Лауд». На этот сериал возлагались большие надежды, пилотная серия вышла в эфир в очень выгодное время, но постепенно канал АВС переместил его на весьма неудобное время — в 10 вечера в понедельник.
Одну из своих самых известных ролей Гетц исполнил в фильмах «Муха» (1986) и «Муха 2» (1989). Здесь он сыграл Статиса Боранса, бородатого малоприятного редактора научного журнала, жестоко поплатившегося за своё любопытство. В том же 1989 году Гетц сыграл майора, морского пехотинца в фильме «Рождённый четвёртого июля». Затем через два года ему достались роли неприятных бойфрендов главных героинь в фильмах «Не говори маме, что няня умерла» и «Кудряшка Сью». Ещё через год сыграл криминального босса главных героев в исполнении Чарли Шина и Эмилио Эстевеса в фильме «Мужчины за работой» (1990).
В 1998 году он сыграл главную роль в сериале «Мэгги» — мужа главной героини, доктора Артура Дэя. Были у него и другие многочисленные появления в качестве приглашённого актёра в таких сериалах, как «Частная практика», «Побег», «Как я встретил вашу маму», «C.S.I.: Место преступления» и многих других.
В 2007 году ему досталась одна из главных ролей в фильме Дэвида Финчера «Зодиак». У того же режиссёра в 2010 году он получил новую роль в фильме «Социальная сеть», основанном на книге 2009 года «Случайные миллиардеры» об основателях самой популярной социальной сети Facebook.
Гетц снимался в триллере «Лифт», премьера которого состоялась в августе 2011 года.

## Личная жизнь
Гетц женился в 1987 году на драматурге Грэйс МакКини. У них есть дочь по имени Ханна.

## Избранная фильмография
| Год       |    | Русское название                | Оригинальное название                | Роль                      |
| --------- | -- | ------------------------------- | ------------------------------------ | ------------------------- |
| 1974      | тф | Пчёлы-убийцы                    | Killer Bees                          | Технический сотрудник     |
| 1974—1975 | с  | Другой мир                      | Another World                        | Нейл Джонсон              |
| 1975      | ф  | Счастливый Хукер                | The Happy Hooker                     | Рыбак                     |
| 1981      | ф  | Тату                            | Tattoo                               | Бадди                     |
| 1984      | ф  | Просто кровь                    | Simple Blood                         | Рей                       |
| 1984      | ф  | Похититель сердец               | Thief of Hearts                      | Рей Дэвис                 |
| 1986      | ф  | Муха                            | The Fly                              | Статис Боранс             |
| 1989      | ф  | Муха 2                          | The Fly II                           | Статис Боранс             |
| 1989      | ф  | Рождённый четвёртого июля       | Born on the Fourth of July           | Майор, морской пехотинец  |
| 1990      | ф  | Мужчины за работой              | Men at Work                          | Максвелл Поттердам Третий |
| 1991      | ф  | Не говори маме, что няня умерла | Don't Tell Mom the Babysitter's Dead | Гус                       |
| 1991      | ф  | Кудряшка Сью                    | Curly Sue                            | Валкер МакКормик          |
| 1992      | тф | Во имя моей дочери              | In My Daughter`s Name                | Майкл Элиас               |
| 1993      | ф  | Фортуна войны                   | Fortunes of War                      | Франклин Хьюит            |
| 1994      | тф | Вера и предательство            | Betrayal of Trust                    | Курт                      |
| 1994      | ф  | Кукловод                        | Playmaker                            | Эдди                      |
| 1994      | ф  | Дикое сердце                    | Untamed Love                         | Дэн                       |
| 1994      | ф  | Страсть к убийству              | A Passion to Kill                    | Джерри                    |
| 1996      | тф | Полночная смена                 | The Late Shift                       | Брендон                   |
| 1996      | ф  | Предательство подруги           | A Friend’s Betrayal                  | Денис Хьюит               |
| 1996      | ф  | Луна пустыни                    | Mojave Moon                          | Офицер полиции            |
| 1997      | ф  | Тени прошлого                   | Painted Hero                         | Шериф Акафф               |
| 1998      | ф  | Кое-что о девушках              | Some Girl                            | Отец Клэр                 |
| 2000      | ф  | Заложники                       | Held for Ransom                      | Мистер Киртланд           |
| 2003      | тф | Голод                           | Hunger Point                         | Дэвид Хантер              |
| 2004      | ф  | День без мексиканца             | A Day Without a Mexican              | Сенатор Аберкомби         |
| 2006      | с  | Новый день                      | Day Break                            | Тобиас Бут                |
| 2007      | ф  | Нанкин                          | Nanking                              | Джордж Фич                |
| 2007      | ф  | Зодиак                          | Zodiac                               | Темплтон Пек              |
| 2007—2008 | с  | Безумцы                         | Mad Men                              | Доктор Эрик Стоун         |
| 2008      | ф  | Супергеройское кино             | Superhero Movie                      | Лунатик                   |
| 2008      | с  | Город свингеров                 | Swingtown                            | Стив Гилбой               |
| 2008      | с  | В последний миг                 | Eleventh Hour                        | Уильям Грегори            |
| 2009      | с  | Доверься мне                    | Trust Me                             | Питер Дерби               |
| 2010      | ф  | Социальная сеть                 | The Social Network                   | Сай                       |
| 2011      | ф  | Лифт                            | Elevator                             | Генри Бартон              |
| 2013      | ф  | Джобс: Империя соблазна         | jOBS                                 | Пол Джобс                 |
| 2015      | ф  | Трамбо                          | Trumbo                               | Сэм Вуд                   |
| 2016      | ф  | Несколько женщин                | Certain Women                        | шериф                     |
| 2019      | ф  | Смертельная тропа               | Body at Brighton Rock                | шериф                     |
| 2023      | ф  | Мертвецам не больно             | The Dead Don’t Hurt                  | преподобный Симпсон       |
| 2023      | с  | Одни из нас                     | The Last of Us                       | Эдельстин                 |